# Build (Housemartins)
Build is een single van de Britse alternatieve-rockband The Housemartins. Het is afkomstig van hun laatste studioalbum The People Who Grinned Themselves to Death.
De single behaalde de 15e positie in de UK Singles Chart. In België stond het nummer 2 weken in de Ultratop.
In 1988 was het in Brazilië succesvol en werd bekend als Melô do papel, vanwege het refrein ba-ba-ba-ba-build (pa-pa-papel). Bijzonder aan dit nummer is dat de songtekst wordt overgenomen door backing vocals Dave Hemingway op het moment dat leadzanger Paul Heaton het eenvoudige refrein zingt.

## Bezetting
- Norman Cook - bass
- Dave Hemingway - drums, backing vocals
- Paul Heaton - gitaar, lead vocal
- Stan Cullimore - gitaar
- Pete Wingfield - piano, keyboard
- John Williams - producer